# Востряково (платформа)
Востряко́во — остановочный пункт Павелецкого направления Московской железной дороги в городе Домодедово городского округа Домодедово Московской области. Открыта в 1900 году.
Время движения электропоезда до ближайшей крупной станции Домодедово составляет около 6 минут, до Павелецкого вокзала — около часа. Есть валидаторы.
В 2020 году на платформе был проведён капитальный ремонт. Уложили новое брусчатое покрытие. Также на платформе были заменены ограждения, плиты перекрытия и блоки. Для удобства перемещения маломобильных пассажиров на остановочном пункте появилась шуц-линия (линия безопасности).

## Интересный факт
До переименования осенью 2010 года в Москве / Московской области было два одноимённых остановочных пункта Востряково. В 2010 году остановочный пункт Киевского направления был переименован в Сколково, а в 2020 году получил новое название Мещерская.